# دونالد جيلكريست
دونالد جيلكريست (بالإنجليزية: Donald Hunter Gilchrist)‏ هو متزلج فني كندي، ولد في 2 يناير 1922 في تورونتو في كندا، وتوفي في 14 مارس 2017.